# 29 septembre 1962
Le samedi 29 septembre 1962 est le 272e jour de l'année 1962.

## Naissances
- Janne Andersson, footballeur suédois devenu entraîneur
- Lauren Brice (morte le 3 juillet 2015), actrice pornographique américaine
- Néstor Clausen, footballeur argentin
- Nicky Walker, footballeur britannique
- Olivier Trassard, footballeur français reconverti entraîneur
- Roger Bart, acteur américain
- Solal, chanteur français
- Stefan Niederseer, skieur alpin autrichien

## Décès
- Owe Jonsson (né le 23 novembre 1940), athlète suédois spécialiste du sprint
- Robert Burton (né le 13 août 1895), acteur américain
- Sunsiaré de Larcône (née le 28 juin 1935), auteure française

## Événements
- investiture d'Ahmed Benbella à la présidence de l'Assemblée nationale d'Algérie.
- lancement de Alouette 1 dans l'espace. Le Canada devient le troisième pays à avoir un satellite artificiel autour de la terre